# Giacomo Vaciago
Giacomo Vaciago (Piacenza, 13 maggio 1942 – Piacenza, 24 marzo 2017) è stato un economista e politico italiano, Sindaco di Piacenza dal 28 giugno 1994 al 18 aprile 1998 per una coalizione di centrosinistra composta da PDS, AD, Verdi e La Rete.

## Biografia
Dopo aver vinto una borsa di studio per il Collegio Augustinianum, nel 1964 si laurea in economia e commercio presso l'Università Cattolica di Milano e nel 1968 consegue il "Master of Philosophy" in Economia all'Università di Oxford. Tra il 1970 e il 1989 è prima professore incaricato e successivamente ordinario di Economia Politica presso l'Università di Ancona, ricoprendo per diversi anni il ruolo di direttore dell'istituto di economia. In seguito è diventato ordinario di politica economica e direttore dell'istituto di economia e finanza dell'Università Cattolica di Milano. Nel 1985 è visiting scholar alla FED di Washington. Nel 1992 è visiting fellow a Christ Church, Oxford. Dal 1983 è editorialista de Il Sole 24 Ore. Dal 1983 al 1991 è "presidente di Citinvest". Dal 1985 al 1989 è direttore del "Progetto Finalizzato Economia" del CNR. Dal 1987 al 1989 è consigliere economico del Ministro del tesoro, dal 1992 al 1993 consigliere del Presidente del Consiglio, dal gennaio 2003 al marzo 2005 è consigliere scientifico del Ministero per i Beni e le Attività Culturali. 
Nel 1994 entra nella politica attiva. Tra il 1994 e il 1998 è sindaco di Piacenza a capo di una coalizione di centrosinistra. Nel 1998 decide di non ricandidarsi per un secondo (e ultimo) mandato consecutivo perché il 18 aprile decide di dimettersi abbandonando il Comune a meno di due mesi dalle elezioni. Dal 2007 al 2012 è consigliere comunale, sempre nell'area del centrosinistra. 
Nel gennaio 2014, durante la polemica a proposito del rimpasto della giunta comunale guidata da Paolo Dosi (PD), gli ex Sindaci di Piacenza Stefano Pareti (Partito Socialista Italiano, in carica dal 1980 al 1985), Franco Benaglia (Partito Socialista Italiano, in carica dal 1990 al 1992), Anna Braghieri (Democrazia Cristiana, in carica dal 1992 al 1993) e Gianguido Guidotti (indipendente di centrodestra sostenuto dal Polo per le Libertà, in carica dal 1998 al 2008) insieme a Vaciago si sono tutti schierati contro il Sindaco a quel tempo in carica Paolo Dosi (un evento mai accaduto prima secondo la stampa locale piacentina) perché secondo loro il rimpasto effettuato da Dosi (con le relative polemiche che hanno spaccato la sua maggioranza di centrosinistra e infiammato tutte le opposizioni) è «peggio della Prima Repubblica» e nel dicembre 2016 Dosi, anche a causa di questa controversia, ha annunciato il proprio ritiro dalla politica attiva rinunciando a ricandidarsi come Sindaco per ottenere un secondo (e ultimo) mandato.
Nel dicembre 2016 viene nominato professore emerito, sempre all'Università Cattolica di Milano dove ha continuato ad insegnare "economia monetaria". Vaciago era tra i fondatori di Ref Ricerche, di cui era presidente dal 2013. 
Muore a Piacenza il 24 marzo 2017.

## Pubblicazioni
- Giacomo Vaciago, Teoria e politica monetaria, il Mulino, 1987, ISBN 9788815015334
- G. Verga e Giacomo Vaciago, Efficienza e stabilità dei mercati finanziari, il Mulino, 1995, ISBN 8815037330
- Elena Vaciago e Giacomo Vaciago, La new economy, il Mulino, 2001, ISBN 8815081356
- Giacomo Vaciago, Per tornare a crescere. Intervista sul futuro dell'Italia (intervista di Ilvo Ferrario), Il Sole 24 ORE, 2005, ISBN 9788883637155
- Giacomo Vaciago e Marco Bosonetto, L'economia è una bella storia (sull'economia raccontata ai ragazzi), Feltrinelli, 2013, ISBN 9788807922244